# Stopplaats Noord Kraaijert
Noord Kraaijert (Lwd), ook bekend als Lewedorp, is een voormalige stopplaats van de Zeeuwse Lijn tussen Goes en Arnemuiden. De stopplaats was open van 1877 tot 15 mei 1938 en van 7 januari 1945 tot 16 september 1946.